# بلک هیلز
بلک هیلز (Lakota ; شایانی: Moʼȯhta-voʼhonáaeva ; Hidatsa) کوه کوچک و جدا شده رشته‌کوه است که از دشتهای بزرگ‌ آمریکای شمالی در داکوتای جنوبی برخاسته و به وایومینگ آمریکا امتداد می‌یابد. بلک الکپیک (که قبلاً با نام اوج هارنی شناخته می‌شد)، که به ۷٬۲۴۴ فوت (۲٬۲۰۸ متر) بالاترین قله این محدوده است. بلک هیلز شامل جنگل ملی بلک هیلز است. نام «بلک هیلز» ترجمه ای از لاکوتا Pahá Sápa به دلیل ظاهر تیره خود از فاصله دور، و اینکه در درختان پوشیده شده بودند، به اصطلاح تپیه‌های سیاه خوانده می‌شدند.
آمریکایی‌های بومی تاریخ طولانی در بلک هیلز دارند. پس از فتح شاین در سال ۱۷۷۶، لاکوتا قلمرو بلک هیلز را به دست گرفت، که مرکزی برای فرهنگ آنها شد. در سال ۱۸۶۸، دولت آمریکا پیمان فورت لارامی در سال ۱۸۶۸ را امضا کرد، و تأسیس رزرو بزرگ سیوکس در غرب رودخانه میسوری را تأسیس کرد.
با این حال، هنگامی که شهرک نشینان در سال ۱۸۷۴، طلا را در آنجا کشف کردند، در نتیجه سفر جرج آرمسترانگ کاستربه بلک هیلز، معدنچیان تب طلا وارد منطقه شدند. دولت آمریکا بلک هیلز را پس گرفت و در سال ۱۸۸۹، بر خلاف خواسته‌های خود، لاکوتا را به ۵ رزرو کوچک در غرب داکوتای جنوبی واگذار کرد و ۹ میلیون هکتار از زمین‌های قبلی خود را فروخت. بر خلاف اکثر داکوتای جنوبی، بلک هیلز توسط آمریکایی‌های اروپایی و در درجه اول از مراکز جمعیتی به غرب و جنوب منطقه مستقر می‌شد، زیرا کارگران معدن از مکان‌های قبلی طلا در کلرادو و مونتانا گله می‌کردند.

## تاریخ

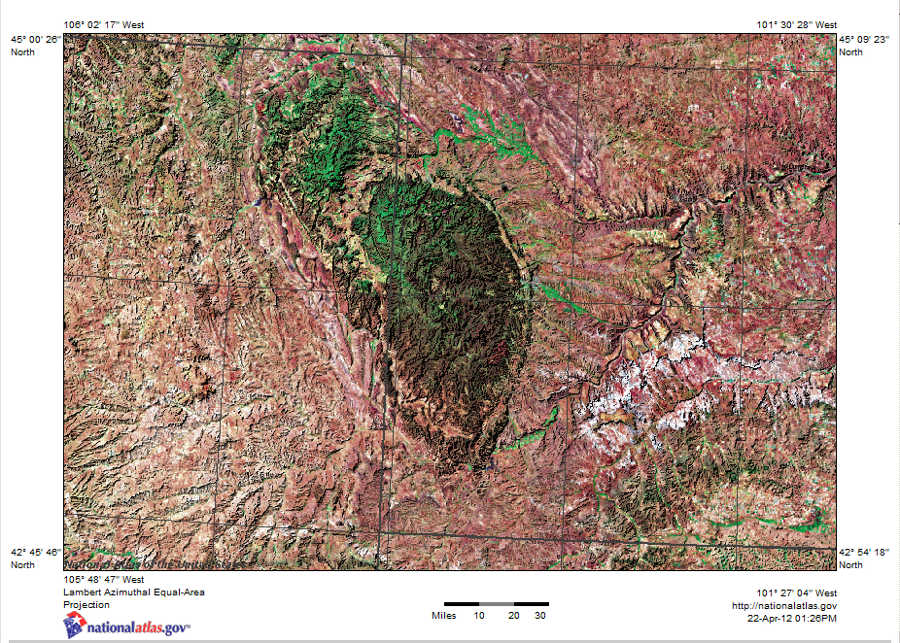
تصویر ماهواره ای با نقشه تسکین یافته سایه بان بلک هیلز در غرب داکوتای جنوبی

اگرچه تاریخ مکتوب این منطقه با تسلط سیوکس بر زمین بر قبایل بومی آریکارا آغاز می‌شود.
دانشمندان توانسته‌اند از تاریخ یابی کربن برای ارزیابی سن ابزارهای یافت شده در این منطقه استفاده کنند، که نشان دهنده حضور انسان است و تا زمان ۱۱٫۵۰۰ سال قبل از میلاد با فرهنگ کلوویس قدمت دارد. سوابق چینه‌شناسی نشانگر تغییرات محیطی در زمین، مانند الگوهای سیل و خشکسالی است. به عنوان مثال، طغیان در مقیاس بزرگ حوضه‌های بلک هیلز با سرعت احتمال ۰٫۰۱ اتفاق می‌افتد و باعث می‌شود چنین سیل‌هایی در هر ۱۰۰ سال یک بار اتفاق بیفتد. با این حال، در دوره ناهنجاری آب و هوایی قرون وسطایی یا دوره گرم و قرون وسطایی، جاری شدن سیل در حوضه‌ها افزایش یافته‌است. سابقه چینه‌شناسی منطقه نشان می‌دهد که در این دوره ۴۰۰ ساله، سیزده سیل ۱۰۰ ساله در چهار حوضه منطقه رخ داده‌است، در حالی که همین چهار حوضه از ۸۰۰ سال گذشته فقط ۹ سیل را تجربه کرده‌است.

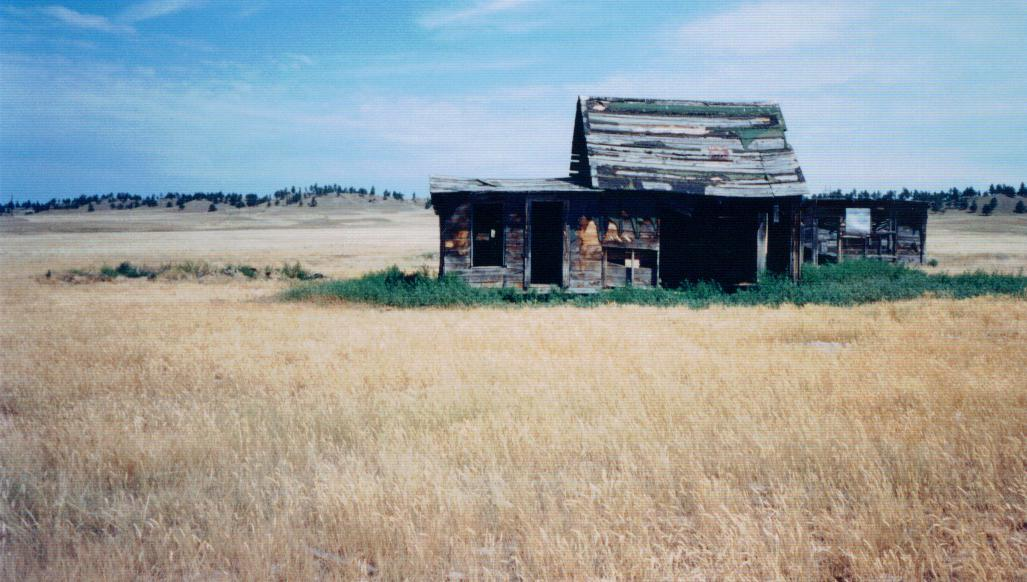
کابین رها شده در نزدیکی دیویی در جنوب بلک هیلز

آمریکایی‌های اروپایی به‌طور فزاینده ای در قلمرو لاکوتا تجاوز می‌کنند. پس از شکست لاکوتا سیوک، دولت آمریکا طبق توافق‌نامه فورت لارامی در سال ۱۸۶۸ صلح برقرار کرد و رزرو بزرگ سیوکس را در غرب رودخانه میسوری تأسیس کرد و تصدیق کنترل آنها از محدوده تیتون را تأیید کرد. در این پیمان، آنها از بلک هیلز «برای همیشه» از شهرک سازی اروپایی-آمریکایی محافظت می‌کردند.

### تصاحب بلک هیلز

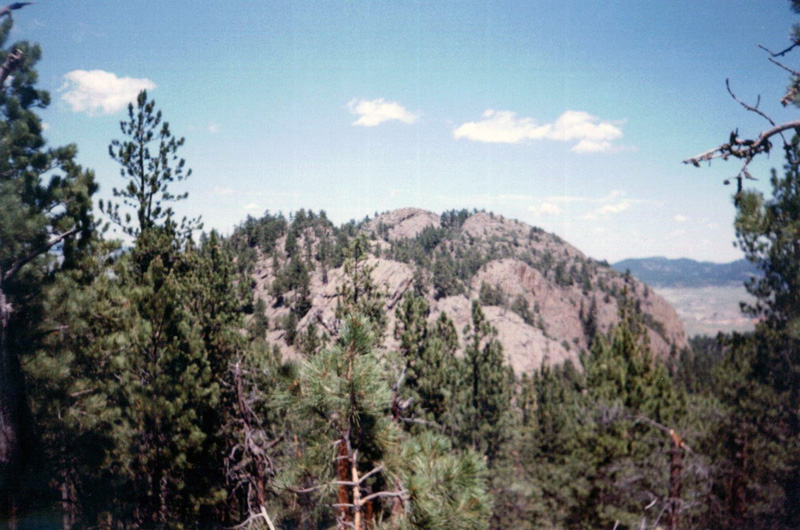
اینان کارا کوهی مقدس برای مردم لاکوتااست

درگیری برای کنترل منطقه، جنگ بلک هیلز (۱۸۷۶) را ایجاد کرد، همچنین به عنوان جنگ بزرگ سیوکس شناخته می‌شود، آخرین جنگ بزرگ از جنگ‌های سرخ‌پوستان در دشت‌های بزرگ است. به دنبال شکست لاکوتا و متحدین آنها در شاین و آراپاهو در سال ۱۸۷۶، ایالات متحده کنترل بلک هیلز را به دست گرفت. لاکوتا هرگز اعتبار تخصیص ایالات متحده را نپذیرفت. آنها همچنان به تلاش برای بازپس‌گیری اموال و علیه دولت فدرال شکایت کردند.

## زمین‌شناسی

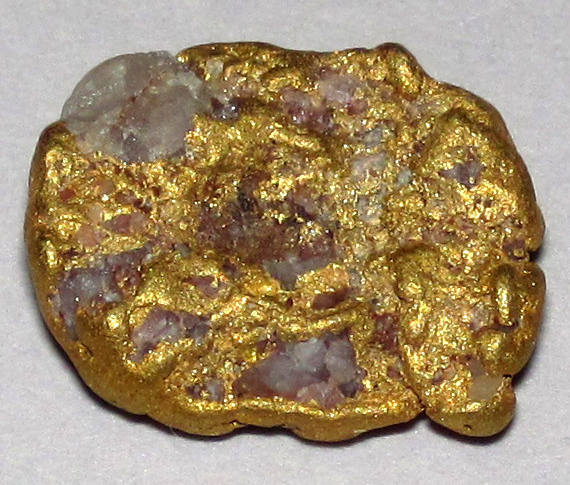
جعبه پلاستر کوارتز طلایی، در نزدیکی سرب یافت شده‌است. عرض حدود ۱ سانتی‌متر.

زمین‌شناسی بلک هیلز بسیار پیچیده‌است. بلک هیلز توسط گرانیت، پگماتیت و سنگ‌های دگرگونی پرکامبرین مشخص
شده‌است که هسته اصلی کل ارتفاعات بلک هیلز را تشکیل می‌دهد. این هسته توسط سنگهای رسوبی دیرینه‌زیستی، مزوزوئیک و سنوزوئیک سنگ رسوبی پوشیده شده‌است.

### پرکامبرین

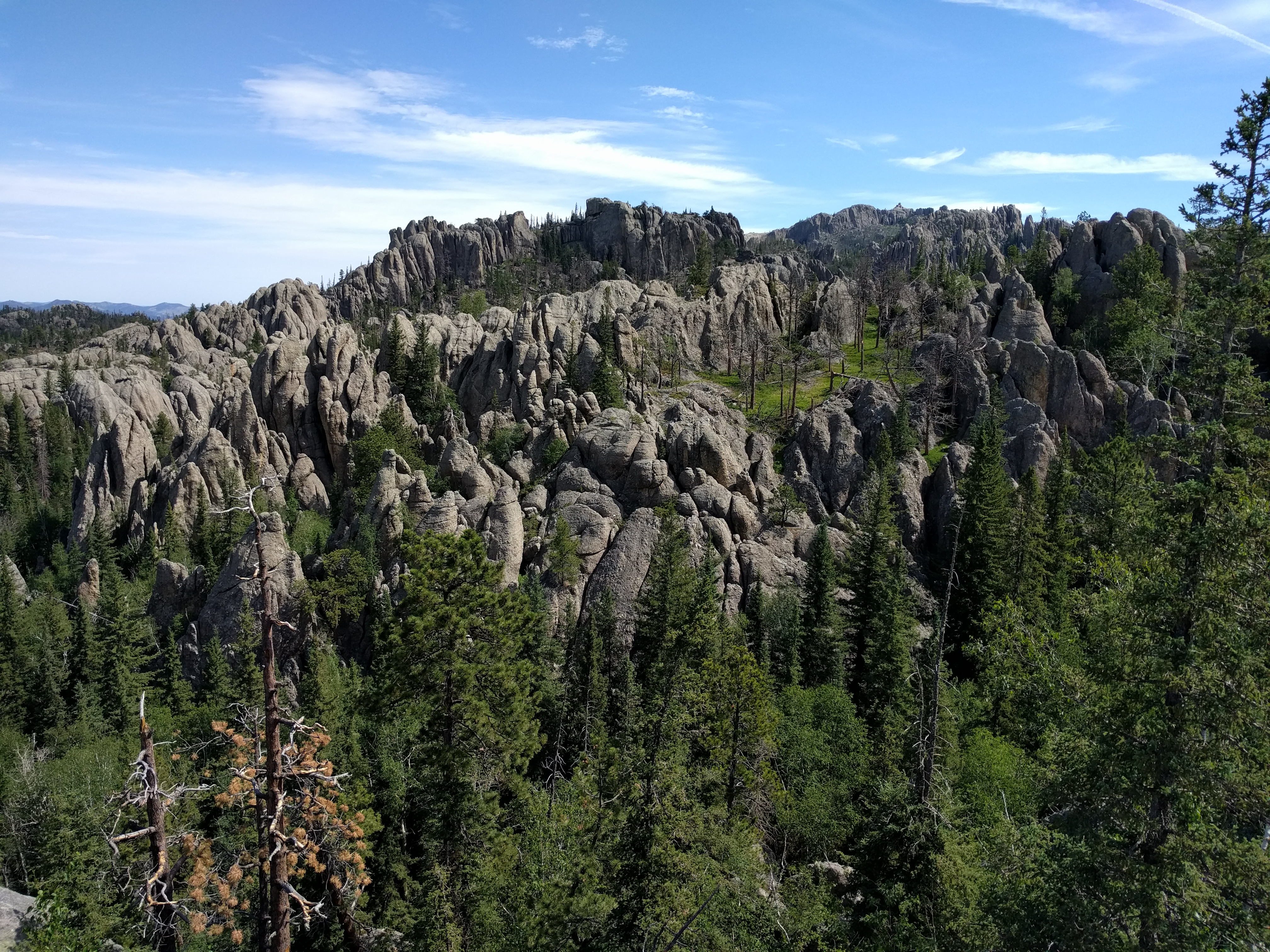
هسته گرانیتی بلک هیلز 7244 ft در قله بلک الک.

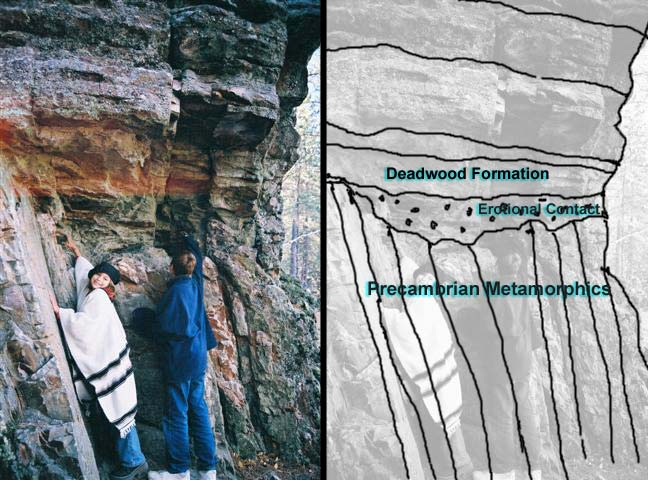
ناسازگاری زاویه ای بین سازند Deadwood و سنگهای زیر زمینی Precambrian در نزدیکی راپید سیتی.

## سیستم زیست‌بوم

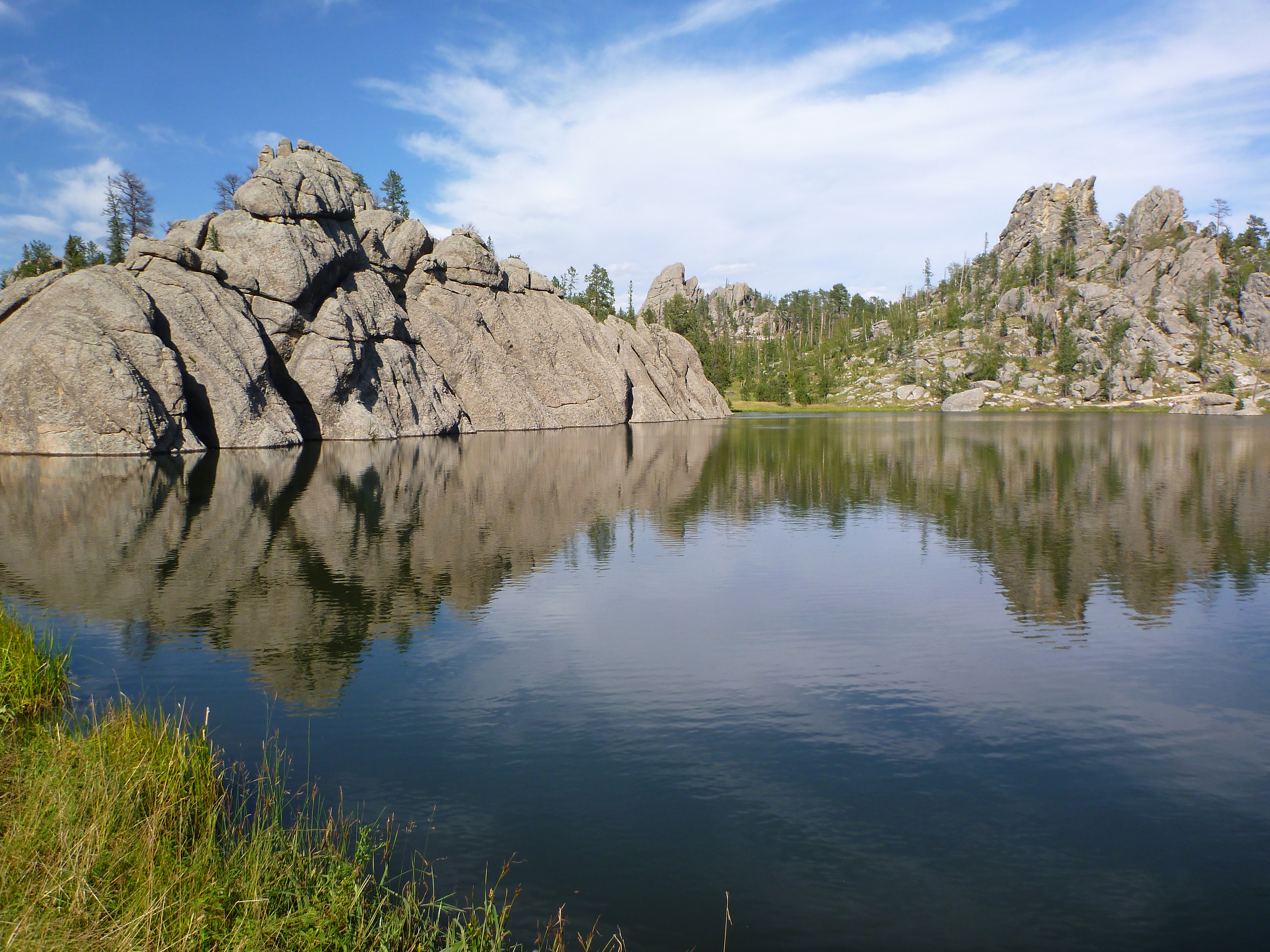
دریاچه سیلوان، واقع در پارک ایالتی کاستر

مانند زمین‌شناسی، زیست‌شناسی بلک هیلز نیز پیچیده‌است. بیشتر مناطق هیلز پوشیده شده از جنگل کاج زرد است، با درخت صنوبر سفید (Picea glauca var. densata) که در دره‌های مرطوب و خنک تپه‌های شمالی وجود دارد.
حیات وحش ان متنوع و فراوان است. رودهای بلک هیلز برای ماهی قزل آلای خود شناخته شده‌است، در حالی که جنگل‌ها و مراتع زیستگاه خوبی برای بوفالوی آمریکایی، دم سفید و قاطر، گوزن، شاخ‌چنگالی، گوسفند کوهی آمریکایی، شیر کوهی، و انواع حیوانات کوچکتر مثل سگ دشتی، سمور آمریکایی، سنجاب‌های قرمز آمریکایی، سنجاب پرنده شمالی، مارموت‌های زرد رنگ و سنجاب روباهی است.
از نظر بیولوژیکی، بلک هیلز یک مکان گردهمایی و اختلاط است که گونه‌های آن در مناطق غربی، غربی، شمالی و جنوبی مشترک است. هیلز برخی از گونه‌های بومی را حمایت می‌کند، که مشهورترین آنها احتمالاً سازونشین بال‌سفید (Junco hyemalis aikeni) است.
برخی از پرندگانی که فقط در بلک هیلز هستند و بقیه داکوتای جنوبی نیز نیستند، پینون جی، جیجاق خاکستری، دارکوب سه انگشتی، دارکوب با پشت مشکی، زیرآبروک آمریکایی، سیاه‌خروس طوق‌دار و موارد دیگر هستند.

## مناطق بلک هیلز
بلک هیلز (منطقه عارف جنگلی ملی بلک هیلز) در شهرستان پنسیلینگ در غرب شهر رپید واقع شده‌است. بلک هیلز جنوبی در شهرستان کاستر، داکوتای جنوبی بخش کاستور قرار دارد و در منطقه ملی جنگل هان کانیون اداره می‌شود.

## گردشگری و اقتصاد

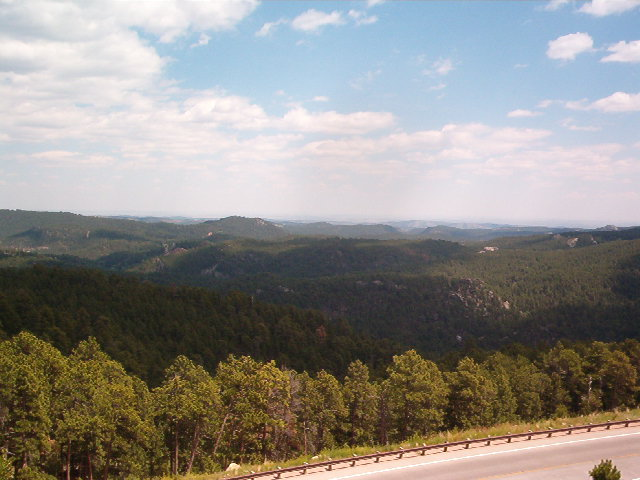
بلک هیلز روبروی کوه راشور

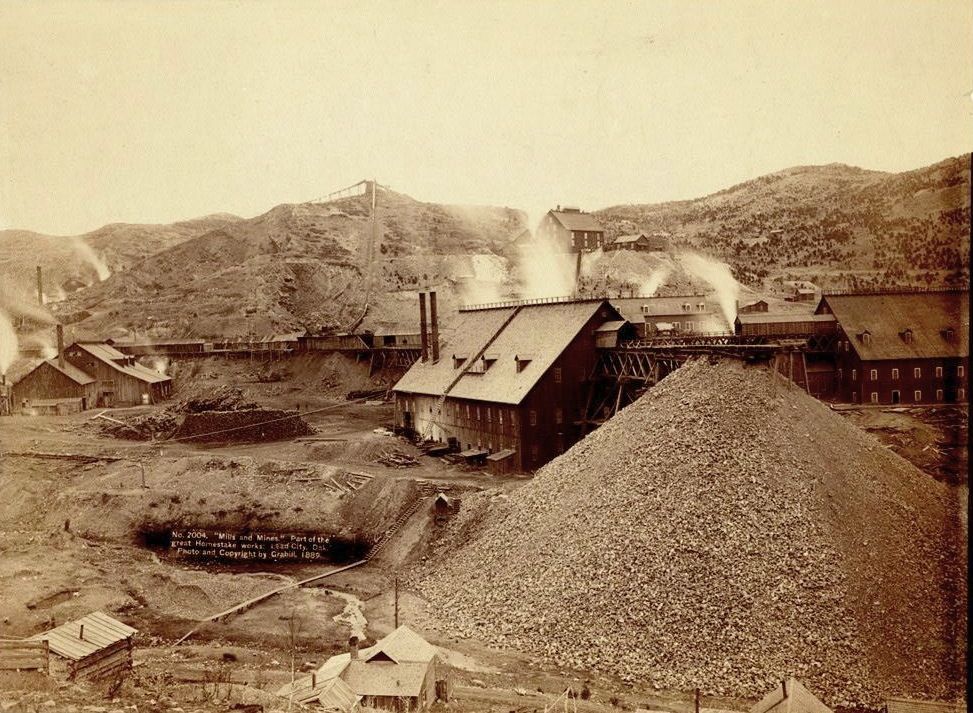
معدن خانگی در سال ۱۸۸۹

منطقه واقع در یادبود ملی کوه راشمور، پارک ملی غار بادی، یک بنای تاریخی ملی غار جواهرات، قله سیاه الک، پارک ایالت کوستر (بزرگترین پارک دولتی در داکوتای جنوبی و یکی از بزرگترین در ایالات متحده آمریکا)، پارک دولتی بیر بوت، بنای یادبود ملی برج شیاطین و یادبود اسب دیوانه واقع است. بلک هیلز همچنین هر ماه آگوست میزبان رالی استورگیس است. این رالی در سال ۱۹۴۰ آغاز شد و ۶۵ رالی در سال ۲۰۰۵ بیش از ۵۵۰٬۰۰۰ دوچرخه سوار از بلک هیلز دیدن کردند. این بخش مهمی از اقتصاد منطقه است.

## نگارخانه

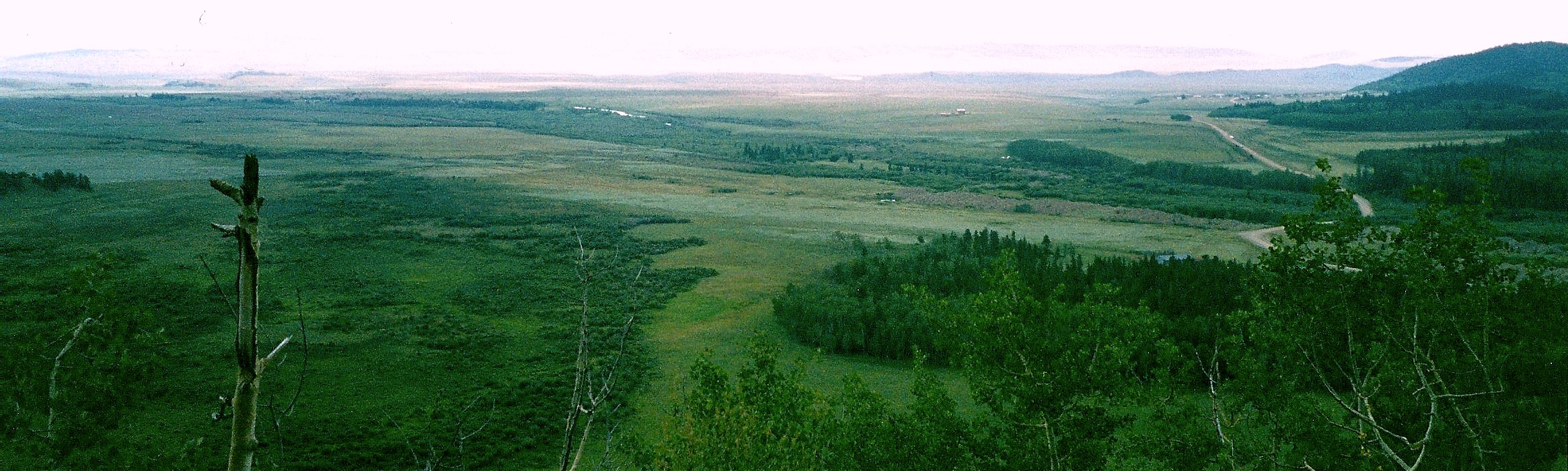
پانوراما از تپه‌های سیاه سیاه

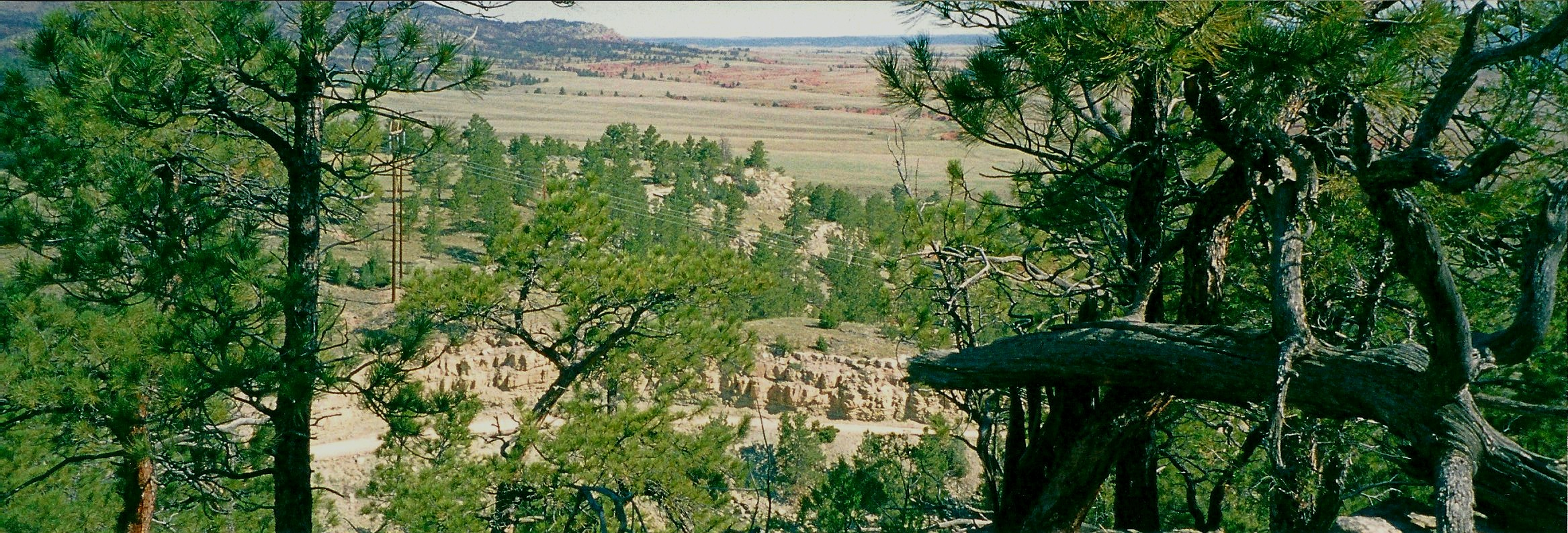
پانوراما از تپه‌های سیاه سیاه